# Maciej Cisło
Maciej Cisło (ur. 24 lipca 1947 w Olsztynie, zm. 13 maja 2023 we Wrocławiu) – polski poeta, eseista, autor prozy sylwicznej.
Ukończył studia na Wydziale Architektury Politechniki Warszawskiej. Debiutował na łamach miesięcznika Nowy Wyraz jako poeta. Przed 13 grudnia 1981 pracował w Tygodniku Solidarność.
Po wprowadzeniu stanu wojennego w Polsce został internowany w Warszawie-Białołęce. Członek Stowarzyszenia Pisarzy Polskich i PEN-Clubu. Laureat Nagrody im. Barbary Sadowskiej za całokształt twórczości. Prowadził warsztaty „kreatywnego pisania” w Instytucie Badań Literackich PAN. Autor wyborów i wstępów do poezji Horacego, Kochanowskiego, Norwida. Wielokrotny stypendysta Funduszu Promocji Twórczości przy Ministerstwie Kultury. Mieszkał w Warszawie. Mąż poetki Anny Janko.

## Twórczość

### Poezja
- Plastikowe języki, 1979
- Okoliczniki są sprzyjające, 1982
- Z domu normalnych, 1985
- Stan po, 1986
- Było jutro, będzie wczoraj, 1993
- Bezczas i niemiejsce, 2003
- Kochaina. Wiesze używane i nowe, 2006
- Niższe studia, 2014
- Rzeczywisty nierzeczywisty. Wiersze z komentarzami i bez, 2020

### Proza
- Razem osobno, 1994
- Razem osobno, Wieloksiążka, 1997
- Błędnik, 2012
- Błędy i owędy, 2020